# دوشی فرارا
دوشی فرارا یا همچنین دوک فرارا (به لاتین: Ducatus Ferrariensis Emilian ایتالیایی: Ducato di Ferrara) ایالتی در شمال ایتالیا بود. مساحت آن حدود ۱۱۰۰ کیلومتر مربع بود که از جنوب رودخانه پو، تا دره رودخانه رنو و از جمله شهر فرارا را فرا می‌گرفت. سرزمینی که بخشی از دوشی فرارا بود از سال ۱۱۴۶ تا ۱۵۹۷ تحت سلطه کاخ استه بود.
در سال ۱۴۷۱، این قلمرو به ایالات پاپی واگذار شد. بورسو د استه، که قبلاً دوک مودنا و رجیو بود، توسط پاپ پل دوم دوک فرارا را ایجاد کرد. بورسو و جانشینان وی تا سال ۱۵۹۷، زمانی که فرار تحت حکومت مستقیم پاپ قرار گرفت، فرارا را به عنوان یک کشور شبه مستقل اداره می‌کردند.

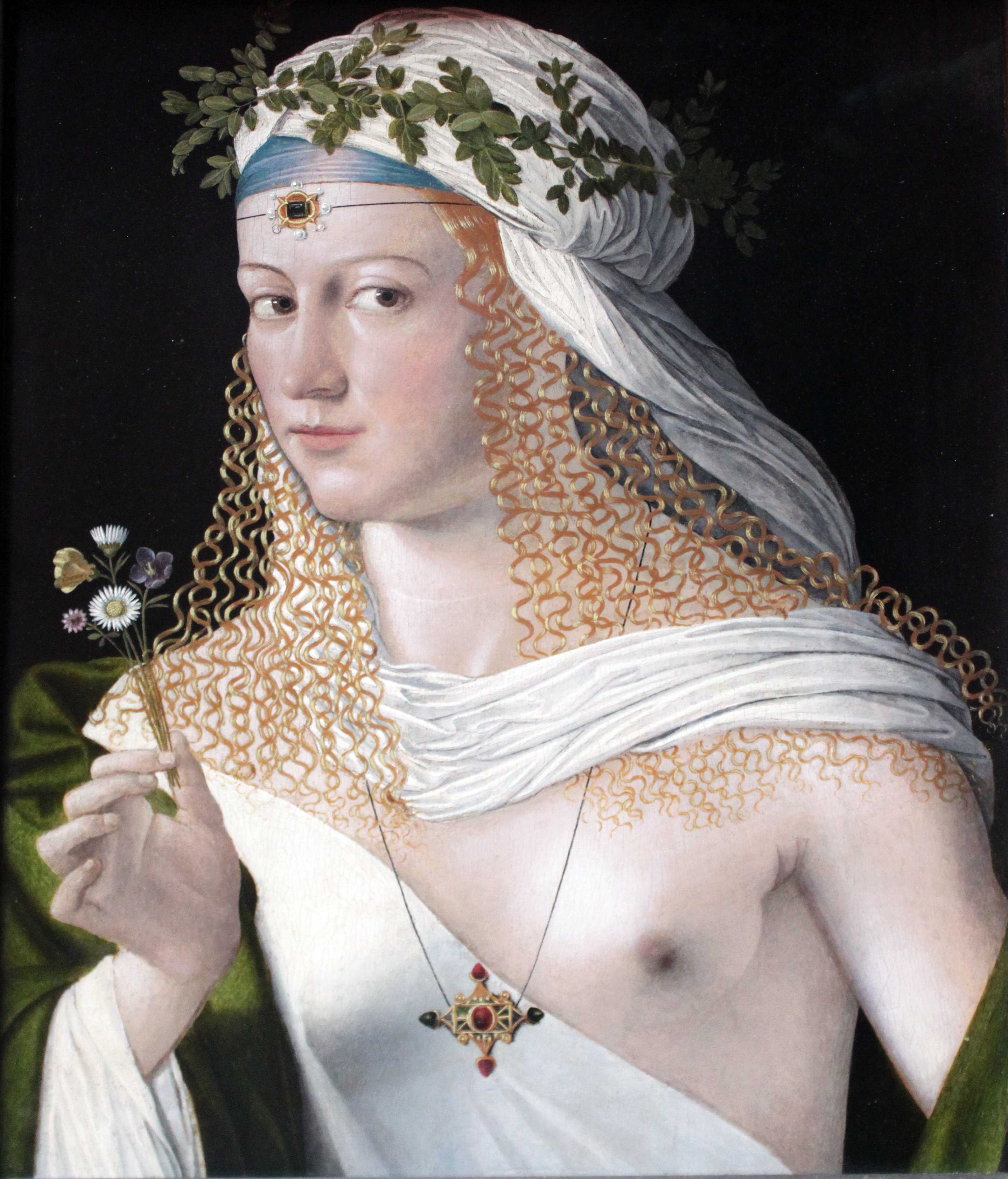
چهره‌نگاری یک زن اثر بارتولومئو ونتو که اعقتاد برا این است که لوکرتزیا بورجیا باشد.